# NGC 4823
NGC 4823 est une galaxie lenticulaire vue par la tranche et située dans la constellation de la Vierge. Sa vitesse par rapport au fond diffus cosmologique est de 4 936 ± 51 km/s, ce qui correspond à une distance de Hubble de 72,8 ± 5,2 Mpc (∼237 millions d'al). NGC 4823 a été découverte par l'astronome allemand Wilhelm Tempel en 1882.